# Санта-Роса-де-Явари
Санта-Роса-де-Явари (исп. Santa Rosa de Yavarí) — населённый пункт на речном острове Санта-Роса, на самом северо-востоке Перу, в районе Явари провинции Марискал-Рамон-Кастилья (департамент Лорето).
Расположен рядом с водным пограничным стыком Трес-Фронтерас, на острове в русле реки Солимойнс (верхняя часть Амазонки), через которую граничит с колумбийским городом Летисия и бразильским муниципалитетом Табатинга.
Население посёлка составляет 2500 человек, культура которых отражает смешение влияния трёх стран и коренного населения. Жители говорят на Портуньол. Основой их экономики является промысел водящейся в реке ценной рыбы арапаимы.
В посёлке действуют школа, банк, рынок, аптека, отель, несколько ресторанов и диско-баров с открытыми дощатыми танцполами. Попасть на остров можно на лодке, переправа из Летисии стоит около трёх американских долларов.
Посёлок вытянут вдоль главной магистрали — проспекта Ми Перу длиной более 2 км, идущего параллельно течению Амазонки, посередине острова. Порт и подавляющее большинство причалов посёлка расположены на восточном берегу острова, обращённом к Летисии.
В половодье посёлок подтапливается, поэтому здания посёлка и некоторые его трассы приподняты над уровнем земли.

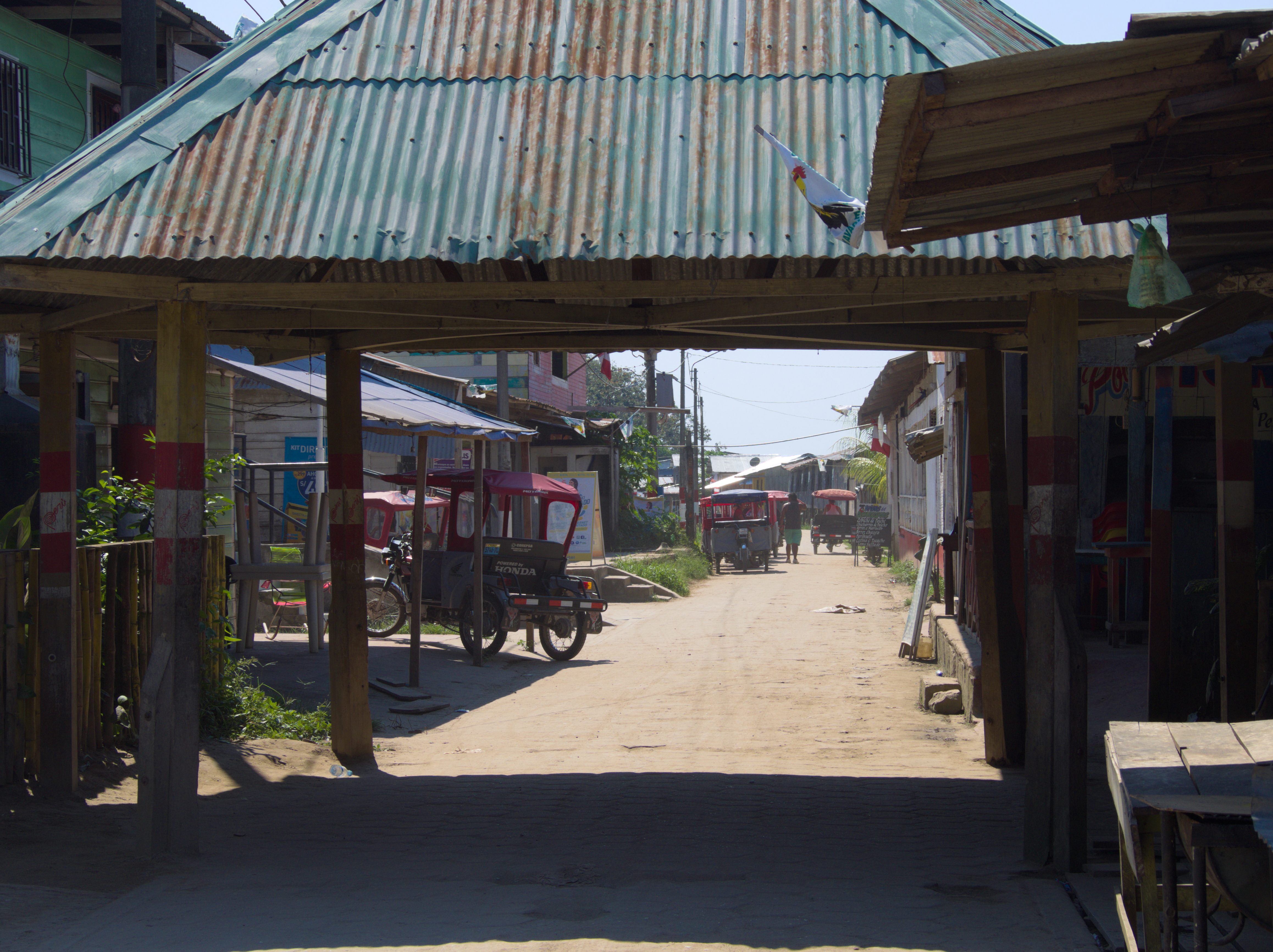
Главная улица острова — проспект Ми Перу
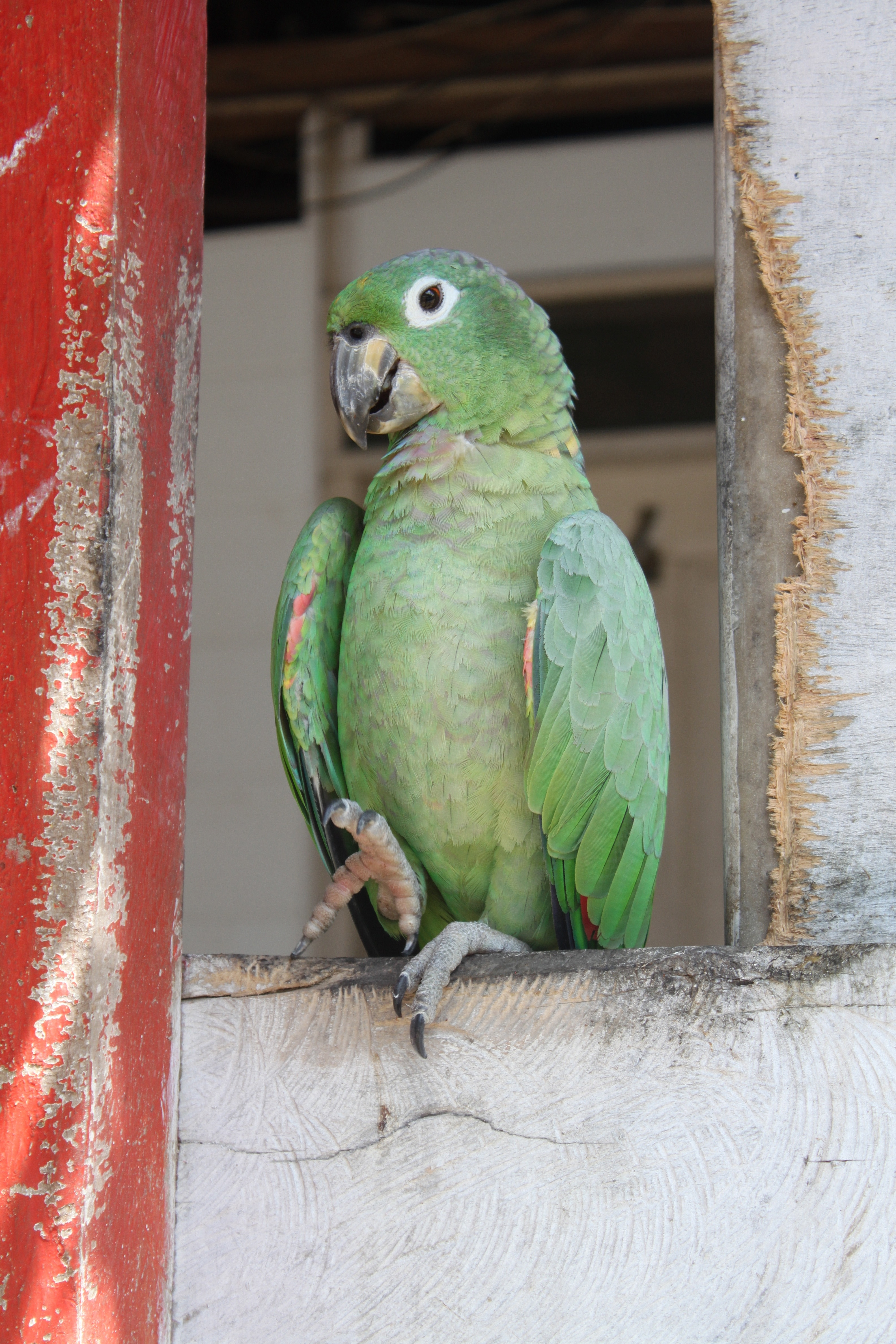
Амазон Мюллера — распространённая на острове птица
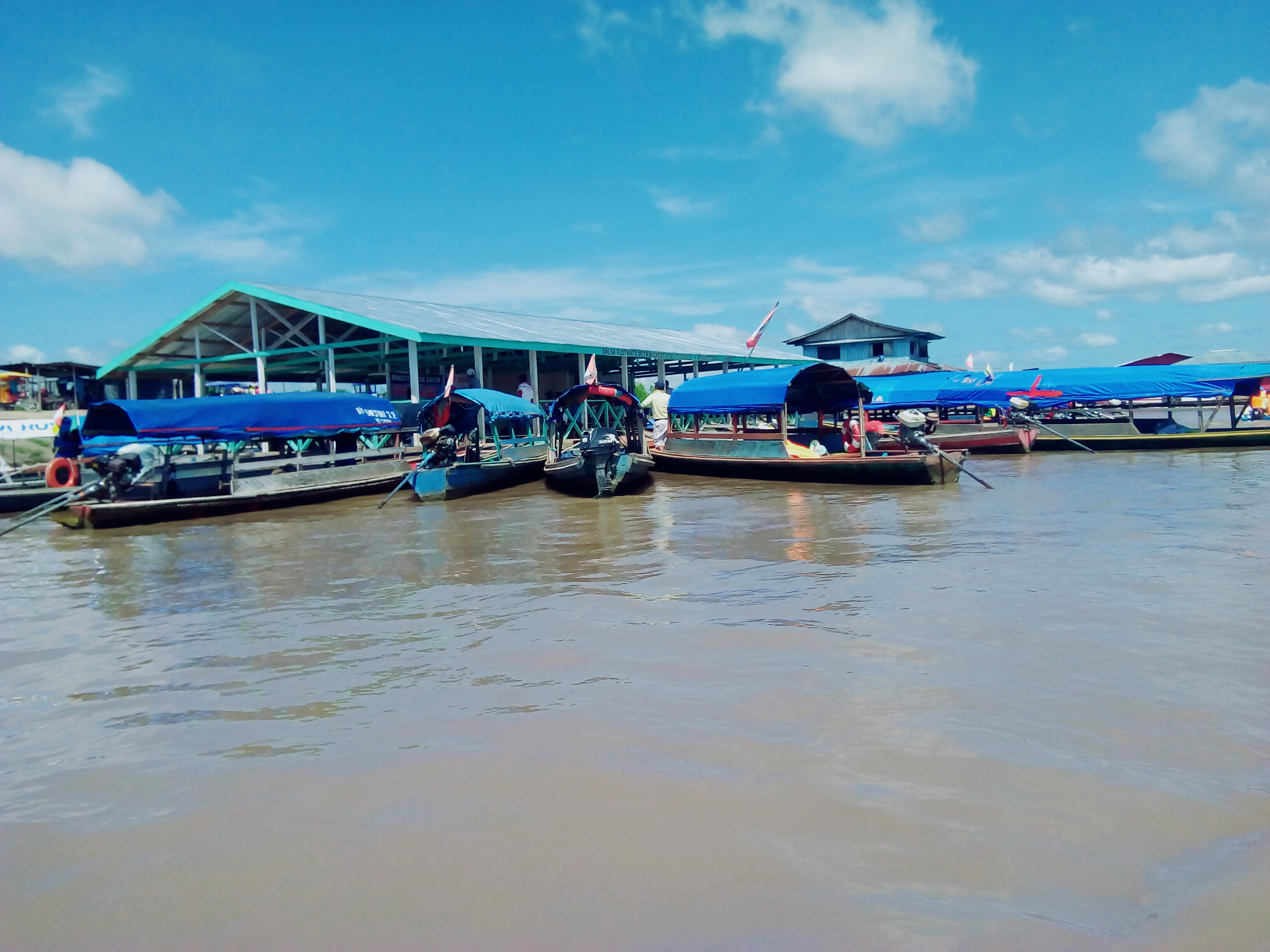
Порт Санта-Роса-де-Явари на берегу Амазонки